# لینیپ هایتس (پنسیلوانیا)
لینیپ هایتس (به انگلیسی: Lenape Heights) یک منطقهٔ مسکونی در ایالات متحده آمریکا است که در شهرستان آرمسترانگ، پنسیلوانیا واقع شده‌است. لینیپ هایتس ۱٬۱۶۷ نفر جمعیت دارد.